# Раджшахи (область)
Раджшахи (бенг. রাজশাহী বিভাগ) — область Бангладеш, расположенная на северо-западе государства. Административный центр — город Раджшахи.

## Характеристика
Площадь области — 18 153,08 км². По данным переписи 2011 года население области составляло 18 484 858 человек. Уровень грамотности взрослого населения составлял 32,4 %, что ниже среднего уровня по Бангладеш (43,1 %). Мужчин: 50,80 %, женщин: 49,20%. Религиозный состав населения: мусульмане — 86,84 %, индуисты — 11,09 %, христиане — 1,17 %, буддисты — 0,23 %, прочие — 0,67 %.

## Округа
- Богра (Bogra)
- Джайпурхат (Jaipurhat)
- Наогаон (Naogaon)
- Натор (Natore)
- Навабгандж (Nawabganj)
- Пабна (Pabna)
- Раджшахи (Rajshahi)
- Сираджгандж (Sirajganj)